# Chrysopathes
Chrysopathes is een geslacht van neteldieren uit de klasse van de Anthozoa (bloemdieren).

## Soorten
- Chrysopathes formosa Opresko, 2003
- Chrysopathes gracilis Opresko, 2005
- Chrysopathes micracantha Opresko & Loiola, 2008
- Chrysopathes oligocrada Opresko & Loiola, 2008
- Chrysopathes speciosa Opresko, 2003